# トランスファガラシャン
座標: 北緯45度35分25.14秒 東経24度37分42.35秒 / 北緯45.5903167度 東経24.6284306度
トランスファガラシャン（ルーマニア語: Transfăgărășan）はルーマニアの国道(DN7C)で、同国の舗装道の中で最高標高点(2034m)を通る道路である。この通称はトランシルヴァニア山脈の中でも最も高いファガラシュ山脈を越えることにちなんでおり、トランシルヴァニア地方のシビウとワラキア地方のピテシュティとを南北に結んでいる。

## ルート

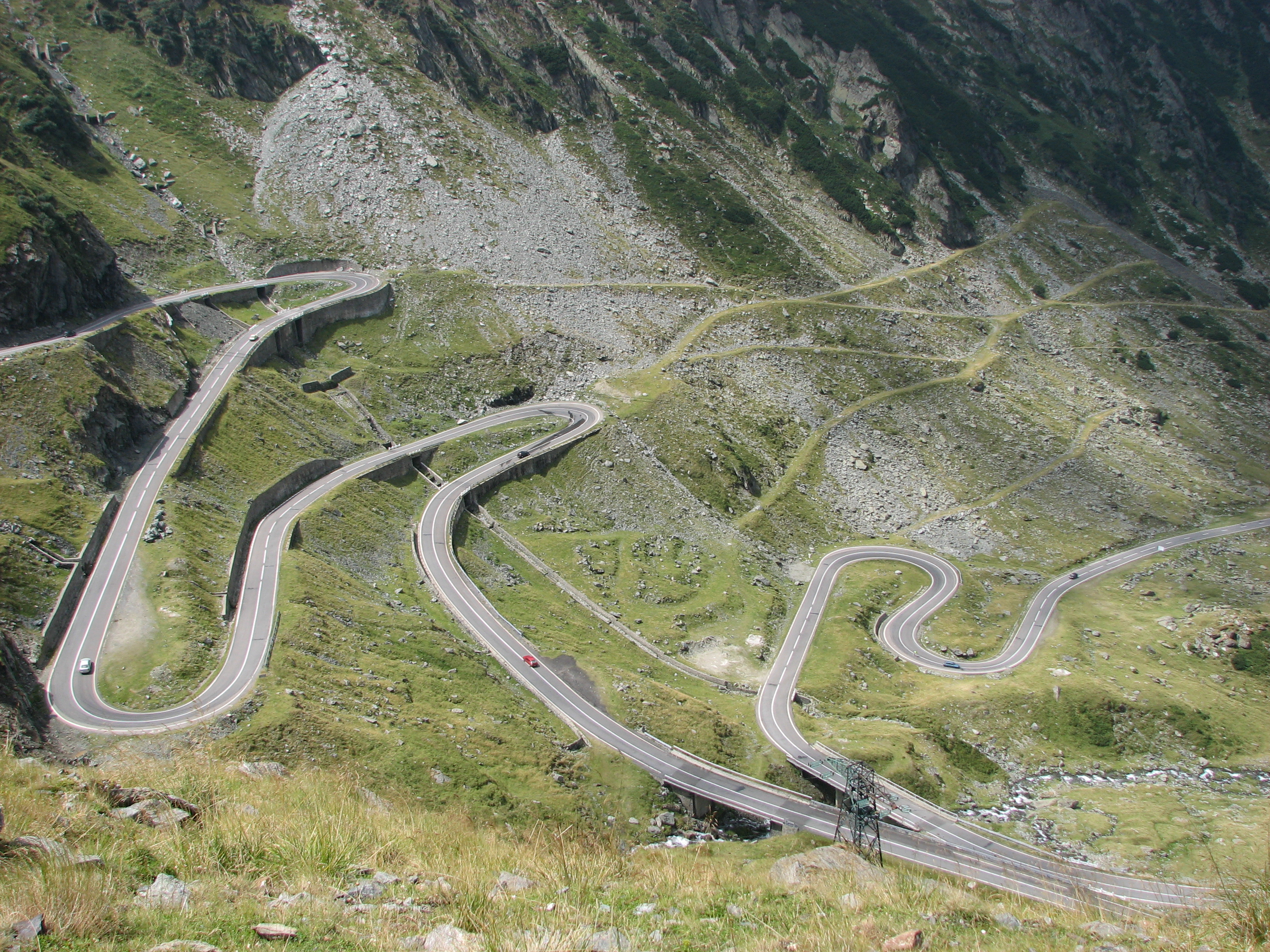

トランスファガラシャンは、ルーマニア最高峰モルドベアヌ山(2544m)と第2峰ネゴイウ山(2535m)の間をルーマニア最長(884m)のトンネルで抜け、きついヘアピンカーブ、長いS字カーブ、きつい下り坂などが連続する曲がりくねった道である。ルーマニアの道路の中で最もトンネルや高架橋が多く、最高点(2034m)のブレア湖の近くにはルーマニア最長(884m)のトンネルがある。旅行者にとっては、徒歩、自転車、バイク、自動車などの手段を問わず、難所であり、また魅力的な場所でもある。路線の形状から表定速度は40 km/h程度である。10月後半から6月後半にかけては積雪のため閉鎖される。天候によっては時々閉鎖されることも、11月まで開通していることもある。クルテア・デ・アルジェシュの街に交通情報が掲示される。

## 沿道案内
沿道にはホテルや食堂が数軒ある。南側の見所として、アレフ村の近くにポエナリ城がある。この城はブラム・ストーカーの『吸血鬼ドラキュラ』のモデルともなったヴラド3世が作らせた要塞であった。すぐそばにヴィドラルダム（堤高166mルーマニア第2位）もある。ファガラシュ山脈をトンネルで抜けた北側には氷河湖のバレア湖があり眺望地として有名である。バレア湖までは中腹からロープウェイが通っており通年で利用できる。北側の区間は自転車ロードレースTurul Românieiのコースとして利用されている。この区間の難易度はツール・ド・フランスのカテゴリー超級に匹敵するとみなされている。

## 歴史
チャウシェスク政権下において、1968年のチェコ事件（プラハの春に対するソ連の軍事介入）への対応策として1970年から1974年にかけて敷設された。チャウシェスクはソ連との距離を置く独自路線を取っており、同様の軍事介入があった際にトランシルバニア山脈北側への迅速な軍事行動を可能にする必要性に駆られたのである。したがってこの道路は軍による戦略道路として敷設され莫大な資金が投入された。山脈北側では6520トンのダイナマイトが使われたほか、敷設中の事故で約40名の兵士が命を落とした。このためこの道路は「チャウシェスクの愚行」として挙げられている。

## ギャラリー

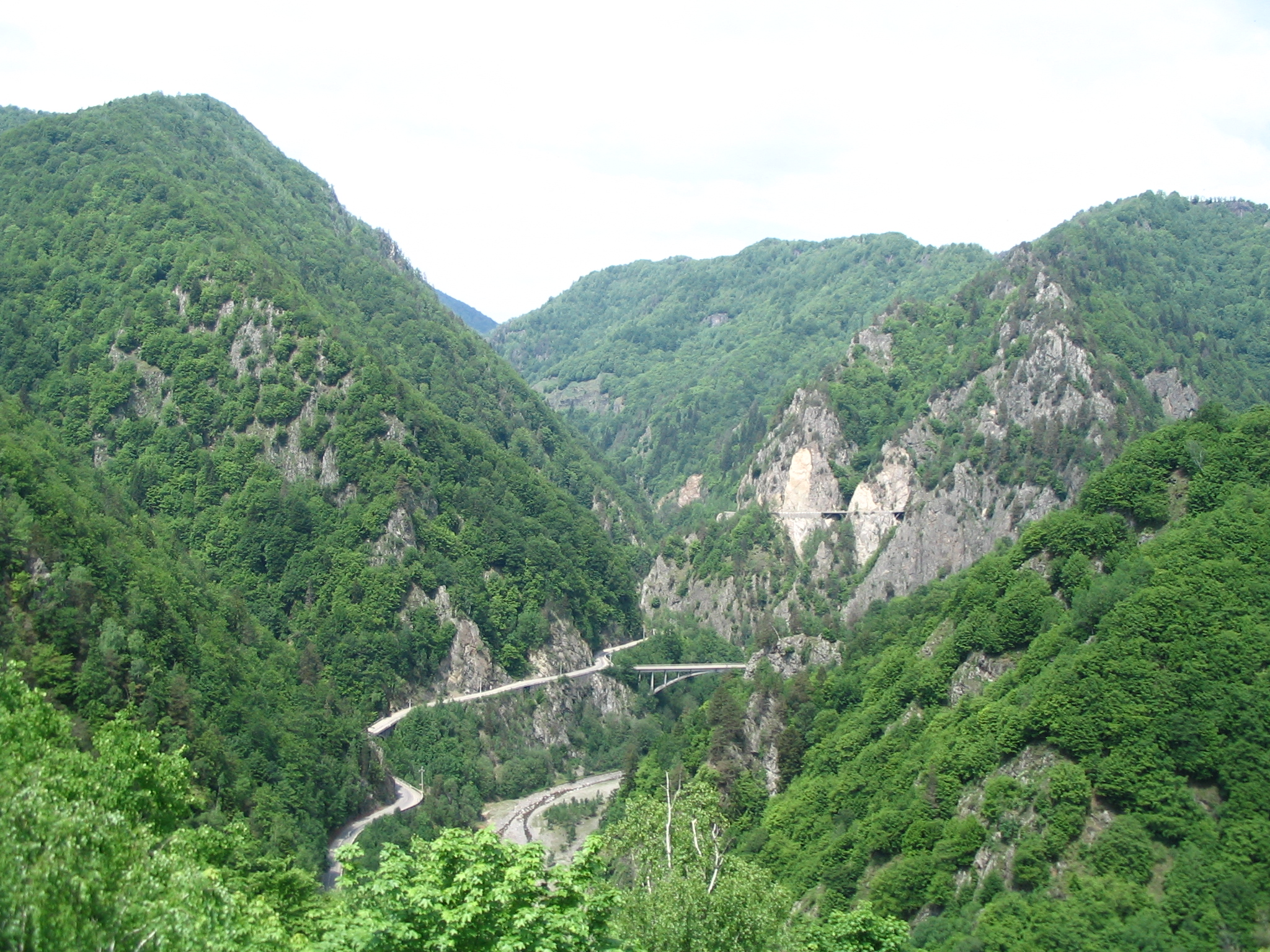
ポエナリ城から望む
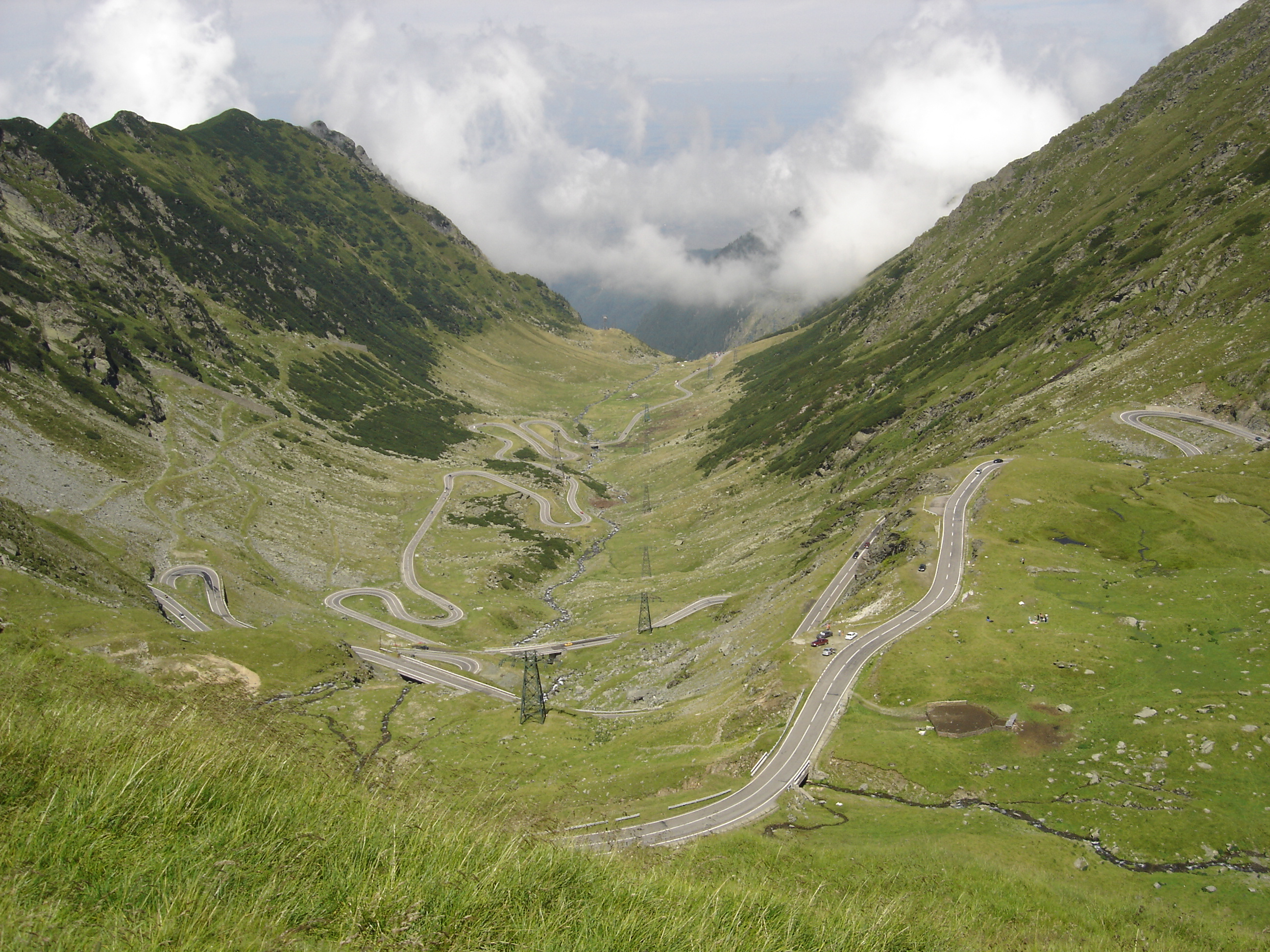
ブレア湖から見下ろす
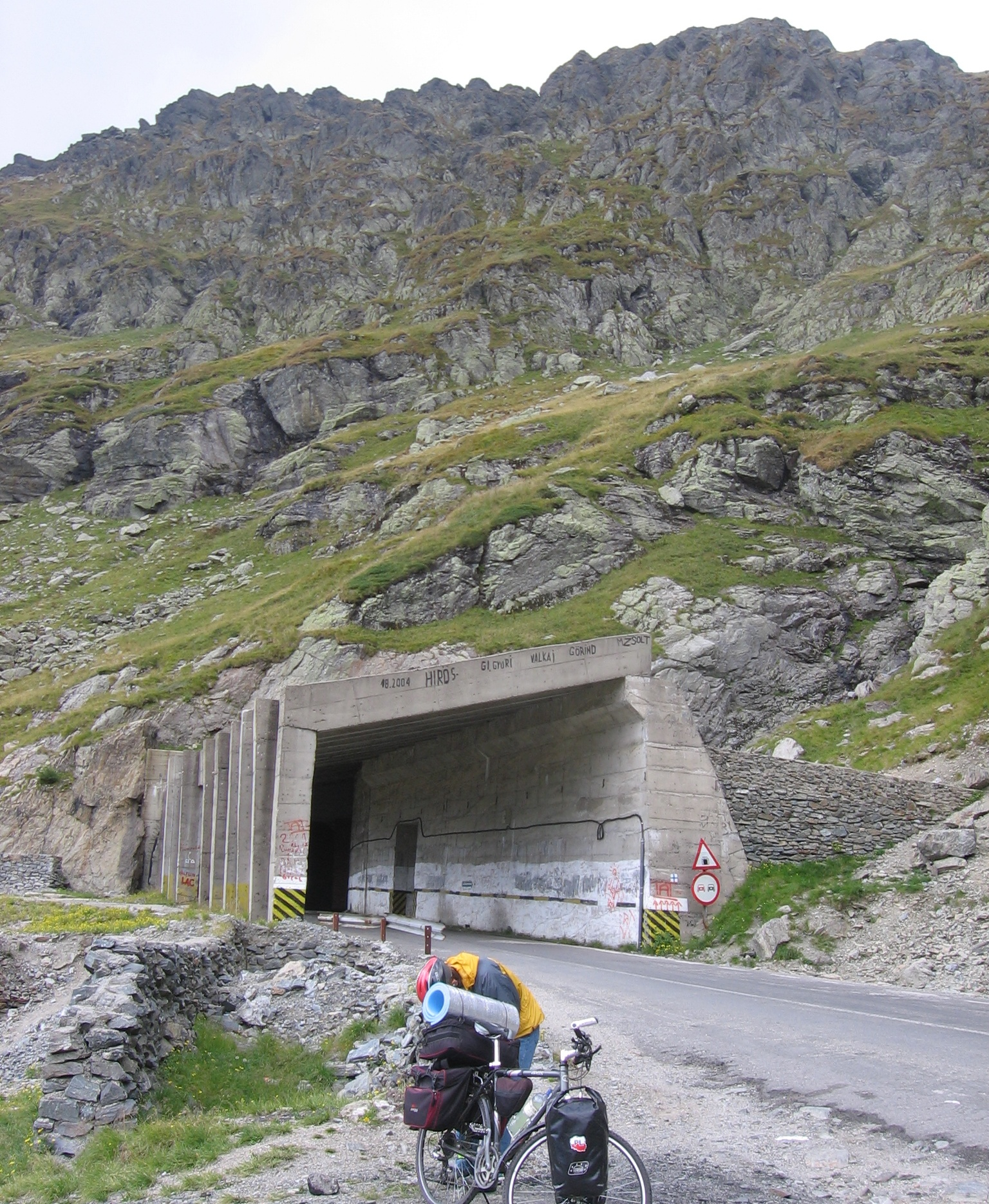
最長のトンネル
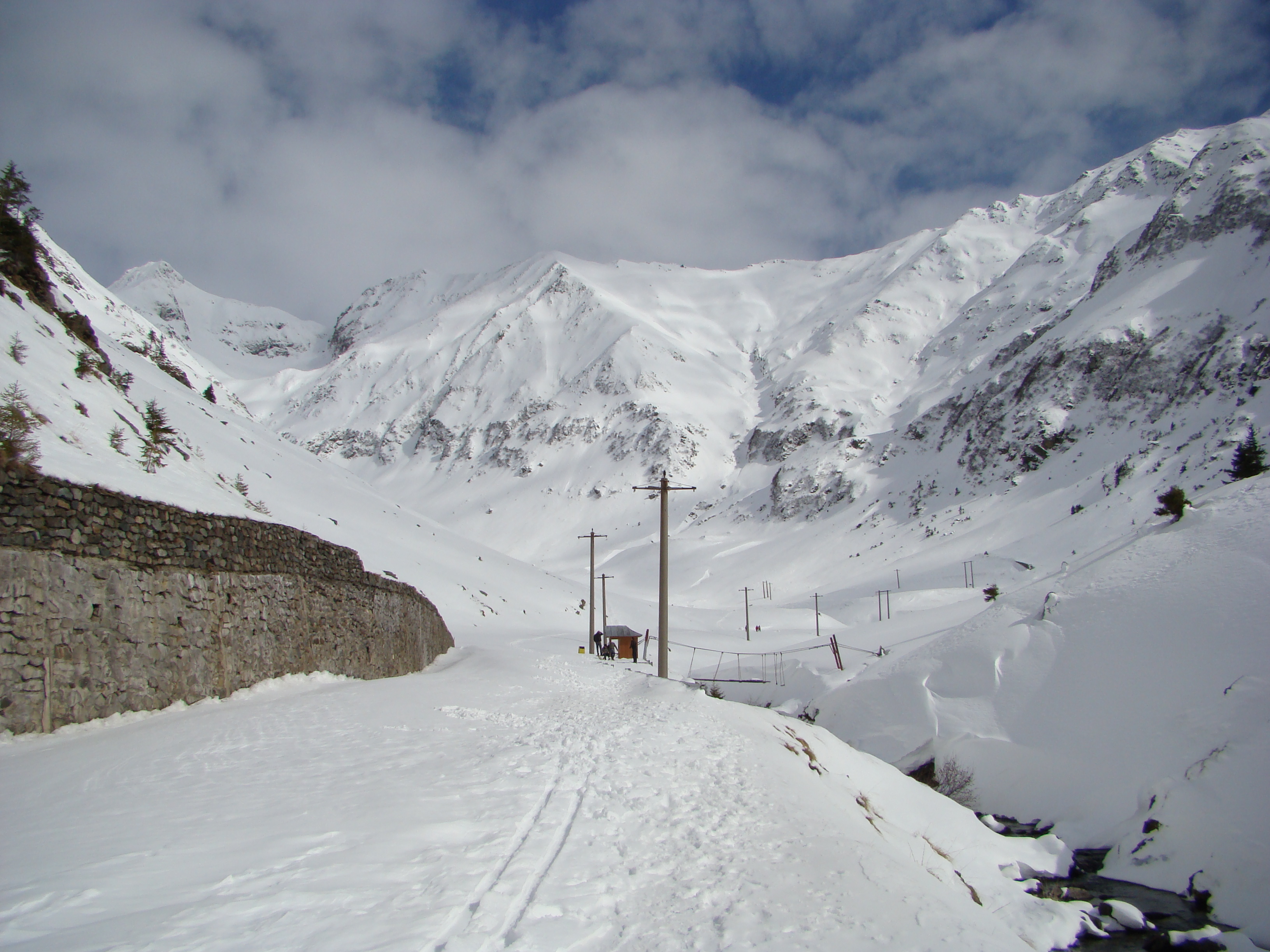
冬季の様子